# Legok Sukamaju
Legok Sukamaju is een bestuurslaag in het regentschap Tangerang van de provincie Banten, Indonesië. Legok Sukamaju telt 3618 inwoners (volkstelling 2010).